# Callicereon affine
Callicereon affine là một loài bướm đêm trong họ Noctuidae.